# サテライト石狩
サテライト石狩（サテライトいしかり）は、北海道石狩市にある競輪場外車券売場である。
本項目では併設されている地方競馬場外馬券売場のAiba石狩（アイバいしかり）および中央競馬場外馬券売場のJ-PLACE石狩（ジェイプレイスいしかり）と、オートレース場外車券売場のオートレース石狩（オートレースいしかり）についても記述する。

## 歴史
- 2004年5月21日：函館競輪場の場外発売所「サテライト石狩」を開設[1]。
- 2008年12月9日：同施設にホッカイドウ競馬の場外発売所「Aiba石狩」を開設[2]。
- 2013年3月23日：Aiba石狩を含むホッカイドウ競馬の全発売所で、中央競馬（JRA）の馬券を取扱い開始。当発売所は「J-PLACE石狩」の名称で案内される。[3]
- 2015年3月14日：同施設に伊勢崎オートレース場の場外発売所「オートレース石狩」を開設[4]。北海道では初のオートレース場外発売所となる[5][6]。

## 施設概要
1階 - 一般席
一般席（282席 競輪・競馬・オート共用）
案内所
投票所
レストラン「勝ち処」
喫煙室
2階 - 有料席
特別観覧席（40席 指定席 iPad貸出有）
ロイヤルルーム（25席 個別モニター・タブレットPC有）
投票所
喫煙室

### サテライト石狩
- 発売日程：年間365日・一般窓口は函館競輪場を中心に全国最大2場発売
- 窓口数
  - 1階:4窓（自動発払機4台/うち1台キャッシュレス対応）
  - 2階:2窓（自動発払機2台/うち1台キャッシュレス対応）

#### DOKOTOクラブ
競輪をPCやスマートフォンなどの端末から、キャッシュレスで購入できるシステム。事前の会員登録が必要。サテライト石狩で発売している競輪場の通常賭式のみ購入可能。

#### チャリロトプラザ
チャリロトおよびチャリロトKEIRINで発売されている重勝式および通常賭式の競輪場を全て購入可能。2023年12月15日をもって運用を終了した。

### Aiba石狩（J-PLACE石狩）
- 発売日程
  - Aiba：年間365日・ホッカイドウ競馬を中心に南関東ほか地方競馬を発売（最大3場）
  - J-PLACE：年間106日・委託によるJRA発売（最大3場）
- 窓口数（Aiba/J-PLACE共有）
  - 1階:10窓（自動発払機10台）
  - 2階:3窓（自動発売機1台・自動発払機2台）

### オートレース石狩
- 発売日程：年間340日・伊勢崎オートレース場を中心に全国最大2場発売
- 窓口数
  - 1階:2窓（自動発払機2台）
  - 2階:1窓（自動発払機1台）

## アクセス
オロロンラインと道央新道との交差点近くに所在する。
- 北海道旅客鉄道札沼線篠路駅または拓北駅から北西に7kmほど。
- 札樽自動車道札幌北インターチェンジから車で北に約20分。
- かつては札幌市営地下鉄南北線麻生駅5番出口から無料送迎バスが運行されていたが、2020年にコロナウイルス感染対策による休止を経て2025年6月現在では廃止されている。